# Dominique Blanc
Dominique Blanc   (7è districte de Lió, 25 d'abril de 1956) és una actriu francesa. És coneguda pels seus papers a les pel·lícules Indoxina (1992) i La reina Margot (1994). En una carrera de gairebé quatre dècades, Blanc ha guanyat quatre premis César de nou nominacions.
Es va formar a l'escola francesa de teatre Cours Florent. El 1980 Patrice Chéreau va anar a veure-la i la va contractar per a una interpretació de Peer Gynt d'Henrik Ibsen.
Blanc és una de les actrius franceses més aclamades per la crítica i ha guanyat quatre premis César: a la millor actriu l'any 2000 per Stand-by; i tres a la millor actriu secundària, el 1990 per Milou en mai, el 1992 per Indoxina i el 1998 per Ceux qui m'aiment prendront le train,. El 6 de setembre de 2008, va guanyar la Copa Volpi a la millor actriu a la 65a Mostra Internacional de Cinema de Venècia.